# Firebaugh
Firebaugh város az USA Kalifornia államában, Fresno megyében. Lakosainak száma 8096 fő (2020. április 1.).

## Népesség
A település népességének változása:

| 2010 | 7 549 |
| 2020 | 8 096 |